# 約翰·何頓·康威
約翰·何頓·康威（英語：John Horton Conway，1937年12月26日—2020年4月11日），生於英國利物浦，數學家，活躍於有限群的研究、趣味數學、紐結理論、數論、組合博弈論和編碼學等範疇。
康威年少時就對數學很有強烈的興趣：四歲時，其母發現他背誦二的次方；十一歲時，升讀中學的面試，被問及他成長後想幹什麼，他回答想在劍橋當數學家。後來康威果然於劍橋大學修讀數學，後為普林斯頓大學的教授。於2020年4月11日因COVID-19去世。

## 童年和少年
1937年12月26日，康威出生于利物浦，是西里尔·何顿·康威（Cyril Horton Conway）和艾格尼丝·博伊斯（Agnes Boyce）之子。他很小的时候就对数学产生了兴趣。11岁时他立志成为一名数学家。
从中学毕业后，康威进入剑桥大学冈维尔和凯厄斯学院学习数学。康威在学校里是一个“非常内向的少年”，他把自己被剑桥大学录取解释为一个将自己改造成一个新的人的机会：一个 "外向的人"。
1959年，他获得了文学学士学位，并开始在哈罗德·达文波特的指导下从事数论研究。在解决了达文波特提出的关于将数写成五次方差之和的开放性问题后，康威开始对无限序数感兴趣。他对游戏的兴趣似乎始于他在剑桥数学Tripos学习的那几年，在那里他成为一个狂热的双陆棋玩家，在休息室里常常花上几个小时玩这个游戏。1964年，他获得博士学位，并被任命为剑桥大学西德尼-苏塞克斯学院（Sidney Sussex College, Cambridge）的学院研究员和数学讲师。
1986年离开剑桥后，他在普林斯顿大学获得了约翰·冯·诺伊曼数学教席。

## 和马丁加德纳
康威的职业生涯与数学科普作家、《科学美国人》杂志专栏作家馬丁·加德納的职业生涯交织在一起。当加德纳在1970年10月的《数学游戏》专栏中介绍康威生命遊戲时，该文立即成为了他所有专栏中阅读量最大的专栏，也让康威一下子成了名人。加德纳和康威在20世纪50年代末第一次通信，这些年来，加德纳经常写康威的一些有趣小程序。例如，他讨论了康威的《豆芽游戏》（1967年7月）、《哈肯布什》（1972年1月）和他的《天使与魔鬼问题》（1974年2月）。在1976年9月的专栏中，他回顾了康威的《论数字与游戏》一书，甚至设法解释了康威的超现实数。
康威可能是马丁·加德纳的数学科普中最重要的成员。他经常拜访加德纳，并经常给他写长信，总结他的娱乐研究。在1976年的一次访问中，加德纳几乎把他囚禁了一个星期，向他打听刚刚公布的彭罗斯倾斜的信息。 康威发现了许多（如果不是大部分）倾斜体的主要特性。加德纳在1977年1月的专栏中向世界介绍彭罗斯倾斜时，就使用了这些成果。那期《科学美国人》杂志的封面上刊登了彭罗斯倾斜的特点，并根据康威的草图制作。
加德纳去世后，人们每两年举行一次名为 "Gathering 4 Gardner "的会议，以纪念马丁-加德纳的数学科普工作，而康威本人也经常在这些活动中担任主讲人，讨论趣味数学的各方面问题。

## 貢獻

### 组合博弈论
康威因其对组合博弈论（CGT）的贡献而广为人知。他与Elwyn Berlekamp和Richard Guy共同发展了这一理论，并与他们共同撰写了《数学博弈的赢家》一书。他还撰写了《论数与游戏》（ONAG）一书，阐述了CGT的数学基础。
他也是豆芽游戏（sprouts）的发明者之一，以及哲球棋（philosopher's football）的发明者。他对许多其他的游戏和谜题进行了详细的分析，如索馬立方塊、象棋接龙、康威的士兵等。他提出了天使问题（angel problem），并给出了部分恶魔有必胜策略的情况证明。至于天使有必胜策略的情况，则要等到2006年才由4位其他数学家独立证明。
他发明了一种新的數字系統：超現實數，这与一些游戏有密切的关系，也是高德纳的数学小说作品的主题。他还发明了一种超大数的命名法--康威链式箭头符号。其中的许多内容在《ONAG》的第0部中都有讨论。這個方法可以表示連高德納箭號表示法都難以表示的數。

### 康威生命游戏
康威因发明了康威生命遊戲（Game of Life）而特别出名，它是元胞自动机的先声。他在该领域的最初实验是用笔和纸做的，早在个人电脑出现之前，他就已经完成了实验游戏的设计。
自从1970年马丁·加德纳在《科学美国人》杂志上介绍了这个游戏之后，它催生了数以百计的计算机程序、网站和文章，是趣味数学的常客。但有时康威曾说过他讨厌生命游戏，主要是因为它的存在掩盖了他所做的其他一些更深层次的、更重要的事情。 尽管如此，这个游戏确实帮助启动了一个新的数学分支——元胞自动机领域。另外，生命游戏是图灵完整的。

### 几何学
在1960年代中期，康威与迈克尔·盖伊（Michael Guy）合作，确定了有64个凸的均匀多角形，其中不包括两组无限的棱形。他们在这个过程中发现了大反棱镜，这是唯一一个非韦瑟夫式的均匀多角形。康威还提出了一个专门用来描述多面体的符号系统，称为康威多面体符号。
在多面体理论中，他设计出了康威标准，描述了决定一个原形是否会在平面上铺设多面体的规则。
他研究了更高维的晶格，并率先确定了李奇晶格的对称群。

### 几何拓扑学
在纽结理论中，康威提出了亚历山大多项式的新变式，并提出了一个新的不变式，现在被称为康威多项式。在沉寂了十几年后，这个概念在20世纪80年代成为新式纽结多项式工作的核心。康威进一步发展了纠缠理论，发明了一种用于表征结的符号系统，也就是现在所说的康威符号，同时纠正了19世纪结表中的一些错误，并将其扩展到除了4个非交点的非交点多项式中的11项外，其余的全部都包括在内。见《拓扑学论文集》7（1982）118。

### 群论
他是《有限群的ATLAS》的主要作者，给出了许多有限简单群的属性。他与他的同事Robert Curtis和Simon P. Norton合作，首次构建了一些零星群的具体表示。更具体地说，他根据李奇晶格的对称性发现了三个零星群，并将其命名为康威群，这项工作使他成为成功划分有限简单群的关键人物。
康威和诺顿根据数学家约翰·麦凯（John McKay）1978年的一项观察结果，提出了被称为“怪兽月光理论”的复数猜想。这个由康威本人命名的课题，将魔群与椭圆模数函数联系在一起，从而将两个以前不同的数学领域——有限简单群和复变函数理论嫁接在一起。现在，怪兽月光理论也被发现与弦理论有很深的联系。
康威介绍了马修群像，是马修群像M12的延伸，也就是马修群像M12的13点。

### 数论
念研究生时，他证明了爱德华·瓦林的一个猜想，即每一个整数可以写成37个完全五次方数的和，尽管陈景润在康威的著作发表之前就独立解决了这个问题。

### 代数
康威编写了教科书，并在代数方面做了一些原创性的工作，特别是对四元数和八元数的研究，他和Neil Sloane一起发明了icosians。

### 分析
他发明了一个基13函数（康威十三进制函数），作为介值定理逆命題的反例：该函数在实数线上的每一个区间内取每一个实数值，所以它具有达布特性，但卻不是连续的。

### 算法学
為了計算某天是星期幾，他发明了末日算法（判决日法则）。这个算法很简单，只要有基本的算术能力的人，都可以在脑力上进行计算。康威通常能在两秒内给出正确答案。为了提高他的速度，他在电脑上练习计算，每次登录电脑时，电脑都会用随机的日期来测验他。他早期的一本著作是关于有限狀态机的。

### 理论物理学
2004年，康威和普林斯顿的另一位数学家西蒙·B·科钦（Simon B. Kochen）证明了自由意志定理，这是量子力学中“无隐藏变量”原理的一个特殊版本。它指出，在一定的条件下，如果实验者可以自由决定在特定的实验中测量什么量，那么基本粒子也必须自由选择它们的自转，使测量结果符合物理定律。用康威的略微夸张的措辞来说，就是“如果实验者有自由意志，那么基本粒子也是如此”。

### 其他
- 康威準則

## 荣誉
康威获得伯里克奖（1971年），当选为英国皇家学会院士（1981年），是波利亚奖（LMS）的第一个获得者（1987年），获得尼默斯数学奖（1998年），并获得美国数学会的Leroy P. Steele数学博览会奖（2000年）。
他在1981年的获奖提名词是：他是一位多才多艺的数学家，他将深厚的组合学洞察力与代数技巧结合在一起，尤其是在构建和处理“非主流”代数结构方面，以完全出乎意料的方式阐明了各种问题。他在有限群理论、结子理论、数理逻辑（包括集合论和自变量理论）和博弈论（也包括博弈论的实践）方面做出了杰出的贡献。
2017年，康威被授予英国数学协会荣誉会员资格。

## 書籍
- Conway, J. H. (1970): Regular machines and regular languages
- Conway, J. H. (1976): On numbers and games
- Conway, J. H.; Berlekamp E. R.; Guy, R. K. (1982): Winning ways for your mathematical plays
- Conway, J. H.; Sloane, N.J.A. (1988): Sphere packings, lattices and groups
- Conway, J. H.; Guy, R. K. (1982): The book of numbers
- Conway, J. H.; Smith D.A. (2003): On Quaternions and Octonions